# Kjeldbæk
Kjeldbæk, Kilbæk (dansk) eller Keelbek (tysk) er en landsby beliggende få kilometer syd for Flensborg ved Trenens østlige bred. Administrativt hører landsbyen under Tarp kommune i Slesvig-Flensborg kreds i den nordtyske delstat Slesvig-Holsten. I den danske periode indtil 1864 hørte Kjeldbæk under Eggebæk Sogn (Ugle Herred, Flensborg Amt).
Kjeldbæk blev første gang nævnt 1399. Stednavnet er afledt af kilde (oldnordisk kelda) og kan henvise til en bækken af samme navn, som har sit udspring i et kilderigt område ved Ebbesdam og løber ud i Trenen lidt vest for byen. Efterleddet betegner et lille vandløb. Ordet kilde brugtes dog også om en brønd. På dansk findes skriveformerne Kjeldbæk, Keldbæk og Kilbæk. Med under Kjeldbæk hører udflytterstedet Sønder Kjeldbæk hhv Kjeldbæk Mark.
Kjelbæk hørte tidligere på nær en gård under Mårkær Amt (→se Mårkær Kloster). Landsbyen er omgivet af Tornskov og Tarp (Tarup) i nord, Hjalm med Hjalm Mose i øst, Eggebæk og Øster Langsted i sydvest og Jerrishøj i nordvest. Øst for landsbyen løber den nord-sydgående motorvej A 7/E45.